# Mathilde von Spanheim
Mathilde von Spanheim († 13. Dezember 1160 oder 1161), auch als Mathilde von Kärnten bekannt, entstammte dem Adelsgeschlecht der Spanheimer und war die Tochter des Kärntner Herzogs Engelbert II. von Spanheim und seiner Gemahlin Uta von Passau, Tochter des Grafen Ulrich von Passau. Sie war die Mutter der Königin Adela von Frankreich.

## Leben und Wirken
Über das Leben Mathildes ist bis auf ihre Abstammung und ihre Brautwerbung nichts bekannt. Sie wurde als eines von sechs Kindern von Engelbert II. von Spanheim und Uta von Passau geboren. Mathilde war die einzige Tochter des Paares.
Auf dem Reichstag König Lothars III. in Regensburg, im November 1125, kamen mit Norbert von Xanten Abgesandte des Grafen Theobald IV. von Champagne, um Mathilde, die Tochter des Engelberts, des Bruders des dortigen Bischof Hartwig I. zu werben.

## Familie
Mathilde war verheiratet mit Theobald IV. von Champagne. Aus der Ehe entstammen folgende Kinder:
- Heinrich I. der Freigiebige (* 1126; † 16. März 1181), Graf von Champagne
- Maria (* 1128; † 11. März oder 7. August 1190), seit 1174 Äbtissin in der Abtei Fontevrault, ⚭ seit 1145 mit Herzog Odo II. von Burgund († 1162)
- Theobald V. der Gute († 1190 bei der Belagerung von Akkon), Graf von Blois, Chartres und Châteaudun, Seneschall von Frankreich
- Isabella (* 1130; † ?), 1. Ehe: ⚭ seit 1140/43 mit Herzog Roger III. von Apulien, 2. Ehe: ⚭ seit 1050/55 mit Guillaume Goët, Herr von Montmirail
- Stephan I. († 1190 bei der Belagerung von Akkon), Graf von Sancerre
- Wilhelm mit den weißen Händen (* 1135; † 7. September 1202), Bischof von Chartres, Erzbischof von Sens, Erzbischof von Reims, Kardinal und Päpstlicher Legat
- Hugo († ?), Abt von Cîteaux
- Mathilde († 1. Januar 1184), ⚭ mit Graf Rotrou IV. von Perche († 1191 bei der Belagerung von Akkon)
- Agnes († 7. August 1207), Herrin von Ligny-en-Barrois, ⚭ seit 1155 mit Rainald II. († 1170), Graf von Bar (Haus Scarponnois)
- Adela (* um 1140; † 14. Juni 1206 in Paris), Regentin von Frankreich, ⚭ seit dem 13. November 1160 mit König Ludwig VII. von Frankreich († 1180)
- Margarethe († ?), Nonne in Fontevrault